# Levin Liam
Levin Liam (Amburgo, 27 settembre 1999) è un attore tedesco.

## Biografia
Ha iniziato la sua carriera cinematografica nel 2012, interpretando il ruolo di Hans nel film Wolfskinder, di Rick Ostermann, presentato alla 70ª Mostra internazionale d'arte cinematografica di Venezia. Nel 2013 interpreta il ruolo di Franz Deutscher, il cattivo leader della squadra Gioventù Hitleriana, nel film di Brian Percival, Storia di una ladra di libri.

## Filmografia parziale
- Wolfskinder (2012)
- Storia di una ladra di libri (2013)